# Цвітний бульвар
Цвітни́й бульвар (рос. Цветной бульвар), до середини XIX століття Трубний бульвар — бульвар у Центральному адміністративному окрузі міста Москви. Проходить від Трубної площі до Садового кільця (Самотічна площа). Нумерація будинків ведеться від Трубної площі.
По території сучасного Цвітного бульвару до кінця XVIII протікала річка Неглинна (притока Москви). У 1789—1791 роках її русло було перетворене в канал, береги якого зміцнили кам'яною кладкою. Розлив річки в центральній частині майбутнього бульвару був перетворений у басейн. У 1819 році річку забрали в підземну трубу, а басейн був ліквідований. Ближче до 1830-х років на місці колишньої річкової заплави утворився бульвар. Первісно він називався Трубним, але після будівництва в 1851 році на цьому місці Квіткового ринку (рос. Цветочный рынок) отримав сучасну назву — Цвітний.
Поступово бульвар оббудували кам'яницями і він став найулюбленішим містом прогулянок і розваг городян. Ближче до кінця століття через численні шинкові заклади він набув сумнівної слави місця зборів міського дна.
У 1880 році на Цвітному бульварі був відкритий Московський цирк (нині Московський цирк на Цвітному бульварі ім. Юрія Нікуліна). У 1918 році на бульварі в рамках ленінського плану монументальної пропаганди встановили пам'ятник Ф. М. Достоєвському і скульптуру «Мисль» роботи С. Д. Меркурова (під час реконструкції бульвару в 1936 році перенесені в інші місця).
У 1937 році на Цвітному бульварі засновано Центральний ринок. У 1947 році територія бульвару благоустроєна, прибрані трамвайні колії. У 1958 році відкритий панорамний, пізніше широкоформатний кінотеатр «Мир». У 1988 році відкрита станція метро «Цвітний бульвар», а в 2007 році на початку бульвару — станція «Трубна».